# Operacja Stösser
Operacja Stösser – niemiecka operacja wojskowa przeprowadzona w czasie II wojny światowej, na froncie zachodnim, w początkowym etapie ofensywy w Ardenach.

## Tło
Przed ofensywą w Ardenach Niemcy planowali przeprowadzić operację Stösser, mającą na celu zrzucenie spadochroniarzy za linie amerykańskie 11 kilometrów na północ od Malmedy i zajęcie kluczowego skrzyżowania (N68-N672) prowadzącego do miast Eupen i Verviers. Aby ukryć te plany przed aliantami, płk Friedrich von der Heydte nie mógł korzystać z własnych, doświadczonych żołnierzy. Większość nowych spadochroniarzy przeszła tylko podstawowe przeszkolenie.

## Przebieg operacji
Luftwaffe wygospodarowała do tej akcji 112 samolotów transportowych Ju 52, za których sterami zasiedli niedoświadczeni piloci. Był to jedyny nocny zrzut niemieckich spadochroniarzy podczas II wojny światowej. Samoloty wystartowały przenosząc ok. 1300 spadochroniarzy, lecz piloci zrzucili część z nich za linią frontu niemieckiego, innych nad Bonn, a tylko kilkuset skoczków w szeroko rozproszonych lokalizacjach za liniami amerykańskimi. Niektóre samoloty wylądowały na lotniskach w Niemczech z żołnierzami znajdującymi się nadal na pokładzie. Tylko niewielka część sił wylądowała w pobliżu ustalonej strefy zrzutu.
W dodatku te samoloty, które znalazły się stosunkowo blisko zamierzonej strefy zrzutu, zostały uderzone przez silny wiatr, który zepchnął wielu spadochroniarzy i sprawił, że ich lądowanie było znacznie trudniejsze. Ponieważ skoczkowie byli bardzo niedoświadczeni, niektórzy doznali ciężkich urazów w wyniku źle wykonanego skoku lub zginęli w miejscu opadania. Niektóre z ich ciał odnaleziono dopiero następnej wiosny, gdy stopniał śnieg. Sam Heydte złamał rękę podczas lądowania.
Kampfgruppe otrzymała zadanie zajęcia skrzyżowania nocą i utrzymania go przez około 24 godziny do czasu ich zluzowania przez nadciągającą 12 Dywizję Pancerną SS, w celu utrudnienia przepływu posiłków i zaopatrzenia aliantów. Jednak początkowo tylko 125 ludzi dotarło do właściwej strefy lądowania, bez ciężkiej broni. Do południa 17 grudnia jednostka Heydtego przeprowadziła zwiad w lesie i zebrała w sumie około 300 żołnierzy. Posiadając amunicję wystarczającą na jedną walkę, jego siły były zbyt słabe, aby samodzielnie zdobyć skrzyżowanie. Jednak z powodu rozproszenia po zrzucie doniesiono o obecności wielu niemieckich spadochroniarzy w całych Ardenach i alianci wierzyli, że miał miejsce zrzut sił wielkości dywizji. Spowodowało to wiele zamieszania i zmusiło dowódców alianckich do przydzielenia części ludzi do zabezpieczenia tyłów, zamiast stawić czoła głównemu niemieckiemu natarciu od czoła.
Ponieważ wszystkie radia grupy desantowej zostały zniszczone lub utracone podczas skoku, Heydte nie wiedział, że 12 Dywizji Pancernej SS nie udało się pokonać Amerykanów w bitwie o grzbiet Elsenborn i nie była ona w stanie odciążyć jego sił. Odcięty, pozbawiony zapasów i ścigany przez siły amerykańskie, Heydte nakazał swoim ludziom przedrzeć się przez pozycje alianckie i dotrzeć do linii niemieckich. Heydte przybył do Monschau 21 grudnia i poddał się 23 grudnia. Do lipca 1947 roku był przetrzymywany jako jeniec wojenny w Anglii.